# Catedral de Toul
La catedral [de] San Esteban de Toul (del francés: cathédrale Saint-Étienne de Toul) es una catedral católica de Francia, levantada en la Edad Media en la ahora pequeña ciudad de Toul, actual departamento de Meurthe-et-Moselle en la región de Lorena. Es un edificio de estilo gótico destacable por su fachada occidental —obra maestra del gótico flamígero—, su claustro gótico —el segundo mayor de su estilo en Francia—, y sus dos capillas renacentistas. Es, con la catedral de Nuestra Señora de la Anunciación de Nancy, una de las dos catedrales de la diócesis de Nancy-Toul.

## Arquitectura
A pesar de ser una edificación que costó levantar más de tres siglos, la fachada exterior del edificio tiene un estilo homogéneo. El siglo XIII vio la construcción del coro, del transepto, del último tramo de la nave y del primer tramo de la galería Este del claustro. Un elemento notable en la construcción del transepto fue la creación de vidrieras coronadas con rosetón que abren el muro del transepto en la mayor parte de su altura. Este efecto de muro vitrado será retomado, un siglo más tarde, en la fachada occidental de la catedral de Metz así como, en el XVI, durante la reconstrucción del crucero de la basílica de San Vicente de Metz. En el siglo XIV se construyeron los siguientes cuatro tramos de la nave; en el siglo XV, se elevó la magnífica fachada gótica y se edificaron los dos primeros tramos de la nave; y en el XVI se añadieron las dos capillas renacentistas al frente de las naves laterales norte y sur: la capilla de Todos los Santos —convertida en sepultura de Jean Forget, capellán y chantre del cabildo catedralicio—, y la capilla de los Obispos, con su bóveda plana de casetones, sostenida por simples arcos rebajados (cerrada desde hace cincuenta años, en espera de restauración).
La Revolución Francesa causó algunos daños notables en la catedral, como la destrucción de muchas figuras talladas de la fachada. Y en el siglo XX, un bombardeo durante la Segunda Guerra Mundial destruyó la cubierta y el órgano. En la década de 1980 se inició una importante campaña de restauración.
De una manera general, la catedral es una síntesis de la influencia de la catedral de Verdun, en la concepción del coro sobre cripta flanqueado por dos torres, y de la catedral de Reims, en su fachada «à la française», de la que también retoma la idea de los tímpanos vitrados de los tres portales.

### Una escuela tolosana
Alain Villes, en su obra sobre la catedral de Toul, definió las premisas de una posible escuela tolosana que habría creado el modelo gótico del siglo XIII, que será en gran parte retomado en tierras del Imperio, en particular a través de la iglesia de Nuestra Señora de Tréveris o de la iglesia de los franciscanos de Colonia, la colegiata de Wimpfen-im-Tal.

#### La cabecera lorenesa

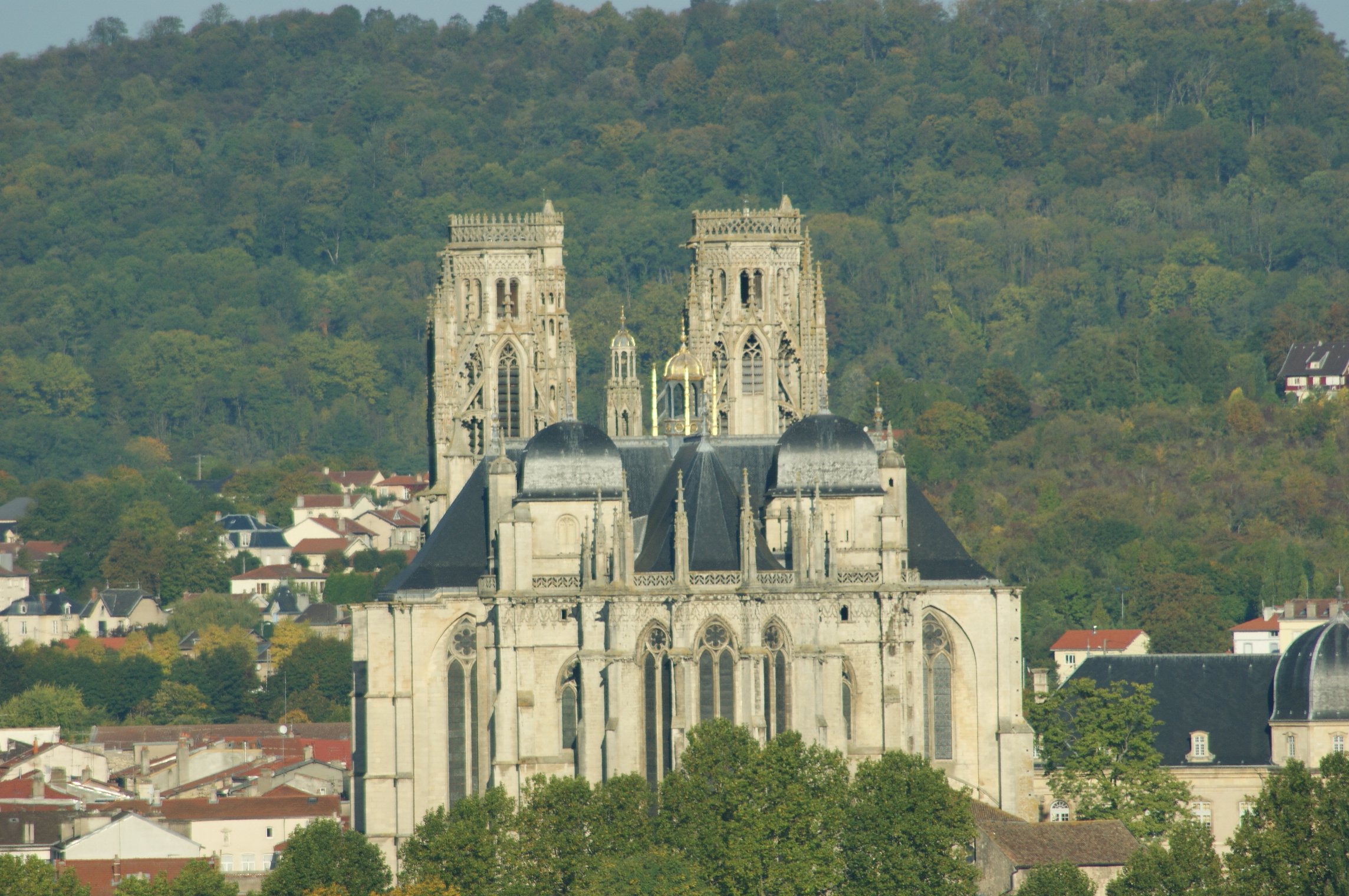
La armónica cabecera, llamada "lorrain", de la catedral

Dos torres de aspecto inacabado encuadran el coro, lo que refleja una influencia probablemente heredada de la catedral románica (una de las torres se había derrumbado poco después de su construcción, pero estaba cubierta con flechas góticas caladas). Se encuentra esta planta románica-renana en otros edificios religiosos loreneses, champañeses y renanos. Este tipo de cabecera de influencia renana es apodado chevet lorrain [cabecera lorenesa], de la que la de Toul es el arquetipo.

#### Otras características
Otra influencia tolosana aparece durante la construcción de la gran fachada de estilo gótico flamígero. Si la decoración de las torres de la catedral está probablemente inspirada en la Iglesia de San Martín de Pont-à-Mousson, el estilo de los campanarios ha influido sin duda en la arquitectura de la colegiata Saint-Gengoult de Toul, cuya construcción fue contemporánea de la catedral, y más tarde en la Iglesia de San León de Nancy de estilo neogótico.
La estructura global de la fachada à la rémoise [de Reims], pero en estilo flamígero, también tendrá émulos. La influencia más clara se puede ver en la fachada de la basílica de Saint-Nicolas-de-Port, incluso si las líneas ya anuncian el Renacimiento, mientras que los portales de la basílica de Notre-Dame de l'Épine retoman la estructura con hastial presentando un Cristo en la cruz por encima del portal principal de Toul.

#### Influencia en la arquitectura de la región
La catedral de Toul es la primera construcción gótica comenzada en tierras del Sacro Imperio Romano Germánico y, por lo tanto, influyó obviamente en muchos edificios del Sacro Imperio, empezando por la Lorraine e incluso en la Champaña:
- la abacial Saint-Vincent de Metz cuya planta entera es muy similar a la de Toul, aunque de menor envergadura;
- la colegiata Saint-Gengoult de Toul, cuyas obras fueron contemporáneas a las de la catedral;
- el coro de Notre-Dame-la-Ronde (entonces incluida en la catedral de Metz) que sigue la planta de la cabecera de Toul, pero esta vez desprovista de torres;
- la iglesia Sainte-Ségolène de Metz, que retoma globalmente la planta de la catedral sin las torres de la cabecera, o incluso la basílica de Saint-Maurice d'Épinal. Ambas adaptan el modelo de las capillas laterales en el coro y abiertas al transepto.

### Capilla de los Obispos
La sublime capilla de los Obispos (del francés: chapelle des Évêques) es una sorprendente capilla renacentista de techo singular, de bóveda plana, que no tiene ninguna estructura de apoyo. Desde el final de la Segunda Guerra Mundial, la capilla espera una restauración y su reapertura al público.

## Historia
La catedral fue construida probablemente en el emplazamiento de un anterior templo románico, probablemente destruido durante el paso de los hunos. Reedificado en varios periodos, el edificio actual, contemporáneo de la catedral de Reims, fue la sexta catedral edificada en Toul.

### El grupo de la catedral
La primera catedral, dedicada a San Esteban y a Nuestra Señora, fue edificada en la segunda mitad del siglo V. El grupo episcopal incluía en origen tres iglesias: una consagrada a la Virgen, la segunda a San Esteban y la tercera, que sirvió como baptisterio, a san Juan el Bautista.

### La catedral románica
Entre 963 y 967, el obispo Gérard de Toul hizo emprender la construcción de una catedral románica sobre el emplazamiento de las tres basílicas del siglo V que formaban un solo edificio. En los siglos XI y XII la catedral fue reconstruida varias veces con, probablemente, el establecimiento de una planta románica-renana (coro flanqueado por torres).

### La reconstrucción gótica

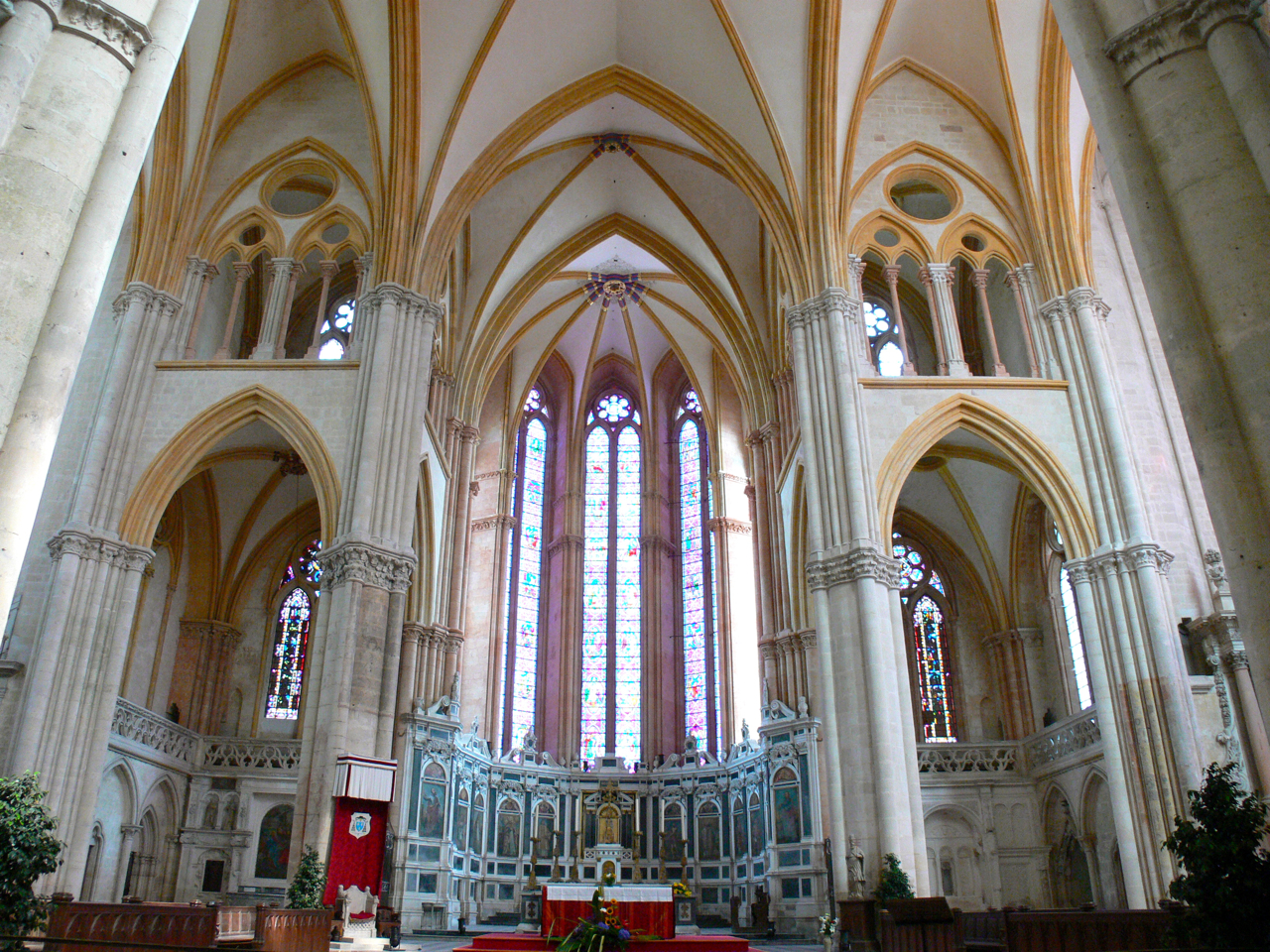
Vista sobre el coro de la catedral de Toul (primer tercio del) y sus capillas contiguas.

La construcción del edificio que ahora se puede contemplar abarca tres siglos. Probablemente comenzó antes de 1220, con varias fases de construcción más rápidas y parones bastante largos relacionados con la propia vida económica de la ciudad episcopal, para terminar finalmente en 1497 con la construcción de la fachada flamígera, siendo la catedral románica destruida poco a poco para dejar sitio a la nueva fábrica gótica.

#### El coro (1210-1235)
El trabajo estructural de la construcción comenzó por el coro, flanqueado por dos torres de cabecera llamadas "armónicas", adaptación de la planta tipo de la iglesia gótica con la tradición románica del antiguo edificio (como en la catedral de Verdun). Este primer proyecto se inició rápidamente después de la temprana reconstrucción gótica de la catedral de Reims: el sitio de Toul retomó de hecho la estructura de la capilla axial de Reims de manera más grande y monumental. La cabecera de Toul comenzó entonces entre 1207 y 1221, antes o durante el episcopado del obispo Eudes II de Sorcy (1219-1228).
El coro se terminó rápidamente, hacia 1235, y consta de siete tramos encuadradas por dos torres armónicas abiertas en capillas coronadas por tribunas.

#### El gran transepto (1275-1297)
La construcción del gran y audaz transepto, cuyo volumen es notable (48 m de largo y 16,5 m de ancho, con inicialmente 32 m bajo la bóveda), así como el último tramo de la nave, necesario para la estabilidad del conjunto, comenzó hacia 1275 y se terminó rápidamente, hacia 1297. Al finalizar el transepto se dispuso en su centro el nuevo coro de los canónigos. Tras el transepto, probablemente, se construyeron el portal del claustro y los primeros tramos adyacentes.

#### La nave (1331-1400)

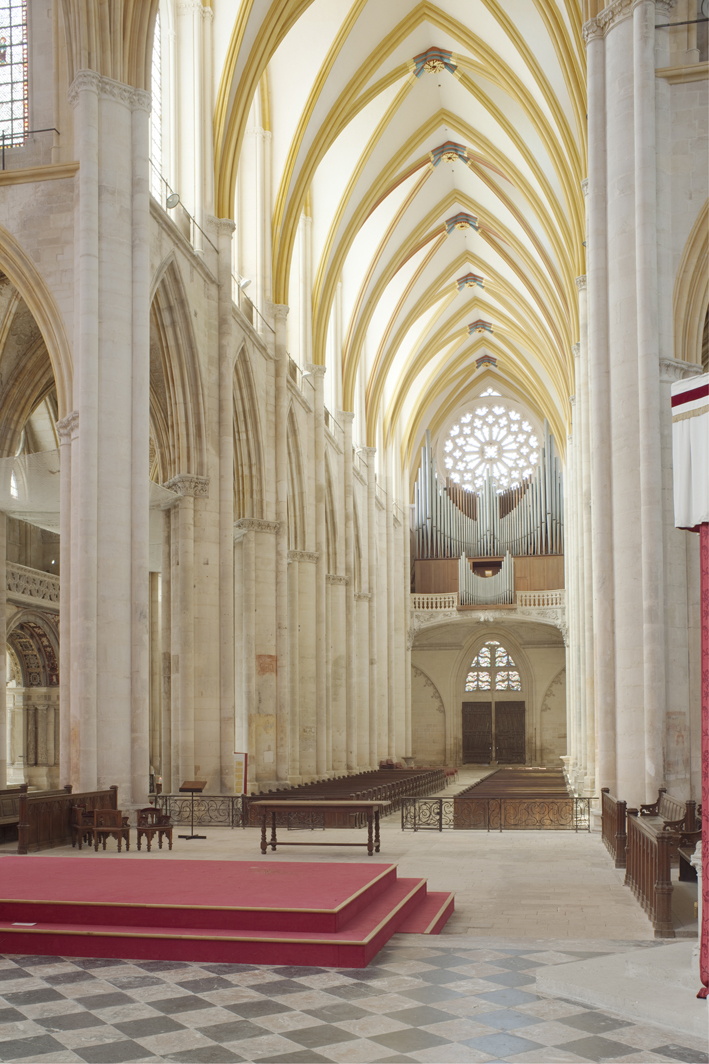
Vista de la luminoso nave y el reverso de la fachada

Los últimos cinco tramos anteriores a la nave se construyeron de 1331 a 1400, en paralelo a la destrucción y sustitucción progresiva de la nave románica. Sorprendentemente el plan establecido sobre el tramo estabilizando el coro se respetó escrupulosamente durante un siglo, siendo el único cambio notable la adición de capillas abiertas a los laterales. El claustro fue reedificado igualmente en estilo gótico por Pierre Perrat (muerto en 1400) según el modelo de tramos edificados por debajo del transepto, estableciendo así uno de los mayores claustros góticos de Francia.
Entre 1400 y 1460 las obras quedaron completamente interrumpidas a causa de la guerra entre el duque de Borgoña y el duque de Lorena.

#### La finalización flamígera

##### La fachada armónica (1460-1497)

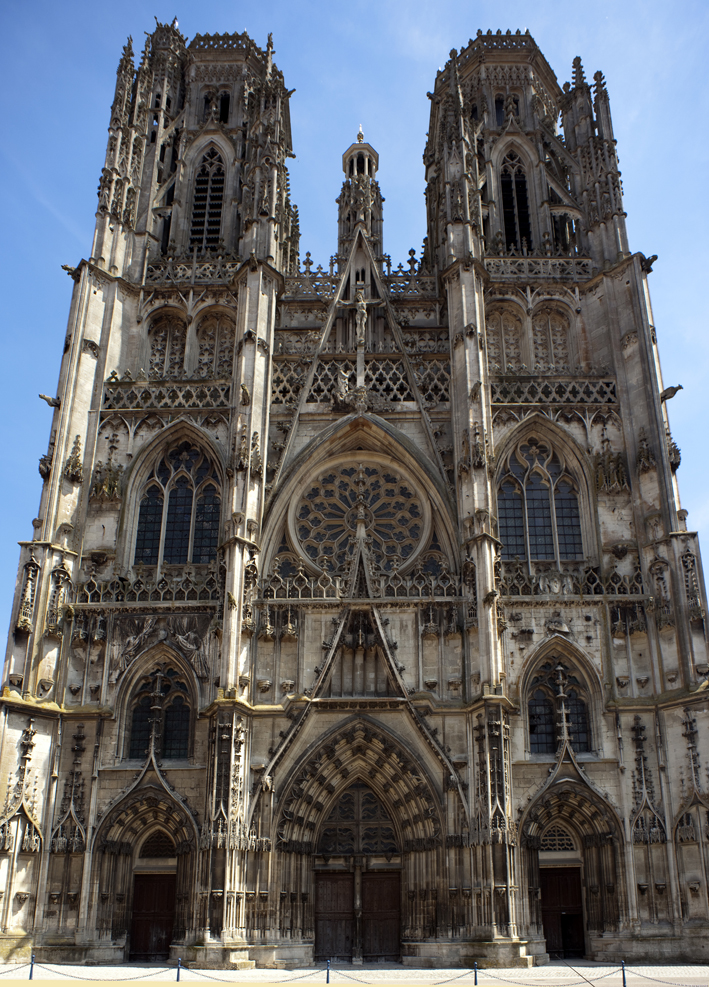
Fachada armónica flamígera

En 1460, el capítulo de la catedral habiéndose dirigido al papa y al rey de Francia, recibió una donación del papa de 1000 libras y 1500 libras del rey que permitieron la reanudación de los trabajos. La construcción de una parte de la fachada, al nivel del rosetón, y del primer tramo de la nave se llevó a cabo por Jacquemin de Lenoncourt. Se demolió la fachada oeste de la catedral románica del siglo XI. La fachada gótica es armada por Warry de Dommartin, obispo de Verdun, y de René II de Lorraine. El segundo y tercer tramo de la nave se completaron en estilo gótico flamígero. Se continuó con la conexión entre la fachada construida a partir de 1460 y el cuarto tramo de la nave terminada a finales del siglo XIV. El 9 de marzo, el capítulo de Toul encargó a Tristan de Hattonchâtel el dibujo de la fachada occidental, reservándose el derecho de hacer el edificio con un arquitecto de su elección. En 1496, la construcción del portal occidental de la catedral se completó con la coronación en flor de lis de las dos torres de estilo gótico flamígero; en 1497, sonaron las primeras campanas en la torre norte.

##### Capillas y acondicionamientos interiores

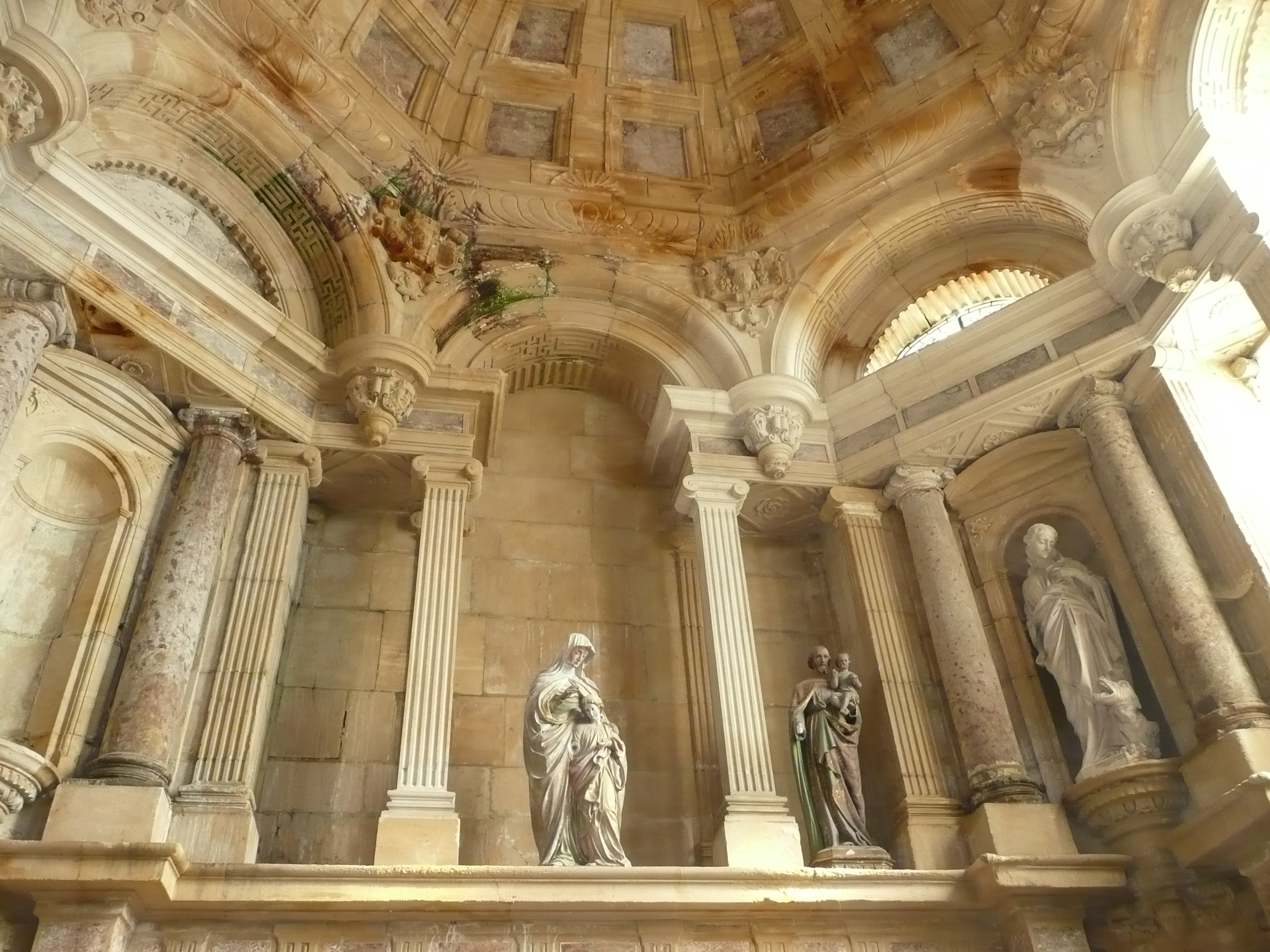
La capilla Jean Forget

Entre finales del siglo XV y principios del siglo XVI, se edificó el altar de las reliquias en la nave lateral sur. De estilo compuesto, combina armoniosamente el estilo gótico flamígero y el renacentista. Está decorado con las armas de los mecenas, Nicolas le Sane, canónigo de la catedral de Toul y arcediano de Port, enmarcada por las armas de los obispos de Toul y del blasón del capítulo canonial de Toul. 1503 vio la realización por un cierto I.V. (¿Jehan le Verrier?) de la vidriera de la Coronación de la Virgen, en la celosía norte del transepto de la catedral. Está decorado con las armas de los mecenas, el blasón de Nicolas le Sane, el blasón del cardenal Raymond Perrauld, obispo de Gurk y administrador apostólico de la diócesis de Toul, el blasón de los obispos de Toul y el blasón del capítulo canónico de Toul.

### Contribuciones renacentistas y barrocas

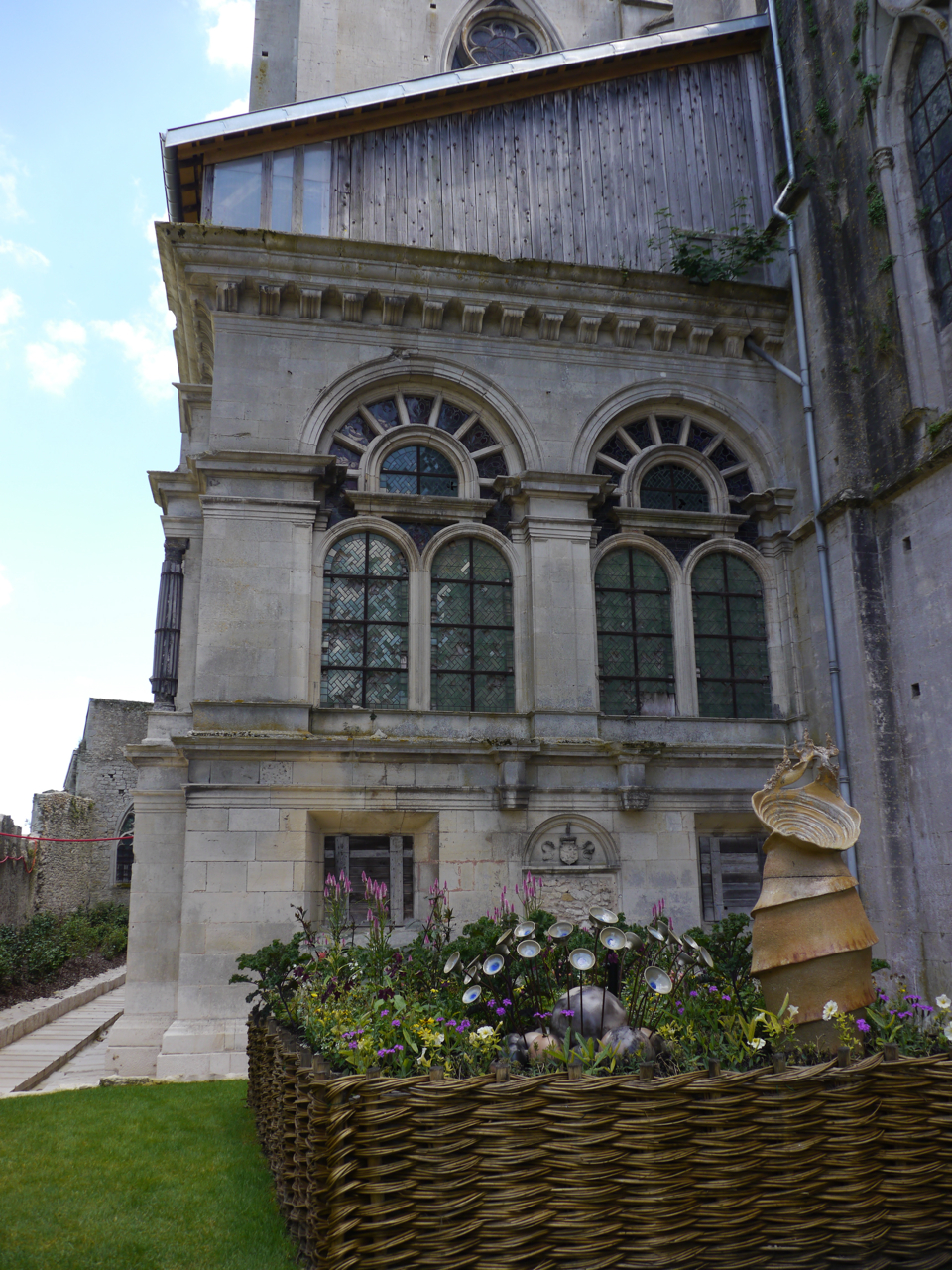
Capilla de los Obispos (edificada después de 1533)

Durante el Renacimiento, la catedral se completó con la construcción de la cúpula llamada «à la Boule d'Or» [a la Bola de Oro], en la cubierta del crucero del transepto. Hacia 1530, ya se había completado la construcción de los dos campanarios que coronan la cabecera. Antes de 1533, el obispo Hector d'Ailly (1524-1532) encargó la capilla de los Obispos, de estilo renacentista, en el pasillo norte de la nave; su bóveda plana pavimentada tiene la mayor luz hasta entonces alcanzada (8 m). En 1534, se construyó en estilo renacentista el campanario entre las dos torres del portal occidental. Cuenta con una columnata, capiteles corintios, arcos de medio punto y una cúpula. La campana data de 1536. En 1537, durante el episcopado de Antoine Pelegrín (1537-1542), la parte superior del gran gabinete de la sacristía ya estaba instalada. Antes de 1549, el chantre Jean Forget encargó la capilla de Todos los Santos (del francés: chapelle de Tous-les-Saints), en estilo renacentista. Edificada en la nave lateral sur, cuenta con una cúpula coronada por una linterna y utiliza el método de la perspectiva en trompe-l'œil de Jean Pèlerin llamado «le Viator», canónigo de la catedral. 1561 vio el colapso de la planta superior de la torre sur de la cabecera. Los canónigos de la catedral hicieron derribar el piso superior de la torre norte de la cabecera por seguridad y para una restauración simétrica de acuerdo a la sensibilidad del siglo XVI, hacen añadir las cubiertas en bonete de sacerdote.

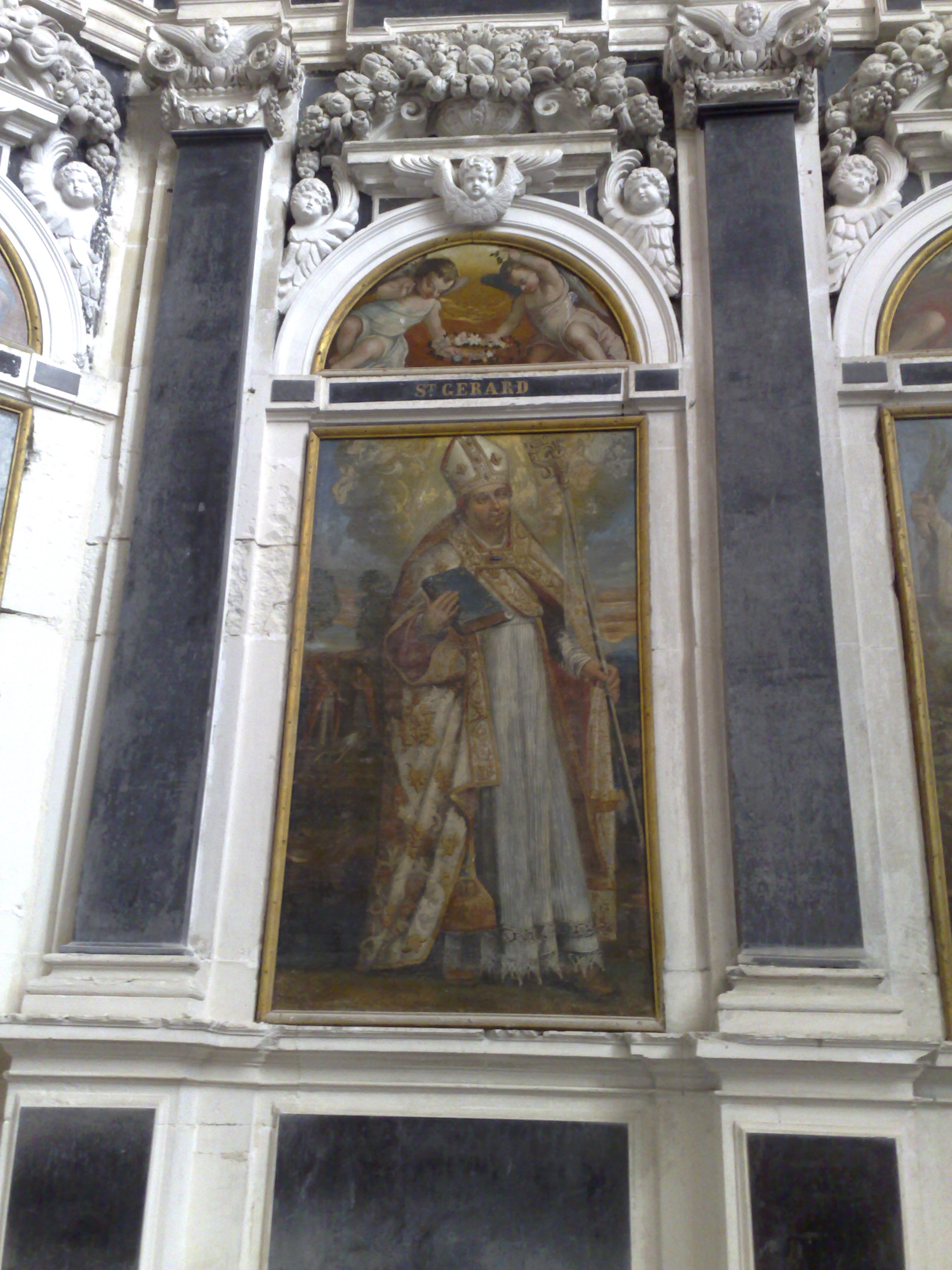
Fresco de san Gérard de Toul

Entre 1625 y 1725, el ábside se decoró con mármol y tablas representando a los santos: los santos patronos de la catedral, san Esteban, san Juan Bautista, san Gerardo de Toul; los santos obispos de Toul, san Mansuy, san Amon, san Gauzelin; los Padres de la Iglesia, san Ambrosio, san Gregorio, san Jerónimo, san Agustín; otros santos muy venerados por los toulenses, universales, san José y santa Ursula, o más locales, san León IX, santa Aprône; los santos Apóstoles de Cristo, san Pedro y san Pablo. Algunas de estas pinturas al óleo sobre lienzo serían de Rémond Constant. Todos estos paneles pintados eran desmontables y originalmente servían como puertas del armario donde se guardaban las reliquias de los santos correspondientes. La Virgen María, Madre de Dios o Theotokos, está tallada en alabastro, y su estatua se encuentra en el eje del vano del coro, detrás del altar mayor.

### Dos catedrales para una diócesis
En 1648, la anexión definitiva del obispado de Toul por el reino de Francia se ratificó tras el Tratado de Westfalia, que puso fin a la guerra de los Treinta Años. Esta fecha marca el inicio de un largo y lento declive y la marginación de Toul como un centro espiritual. En 1776 la diócesis de Toul, que cubría tres quintas partes del ducado de Lorena, se dividió para crear ex nihilo los obispados de Nancy y de Saint-Die. En 1790, el obispado de Toul, que existía desde el siglo IV, se eliminó en favor de Nancy. El siglo XVIII vio la construcción de las capillas laterales y de la tribuna del órgano (1750). En enero de 1794, por orden municipal y la insistencia de París, se eliminaron las estatuas que adornaban los nichos de los portales de la fachada occidental, de la tribuna, de las sillas del coro y varios adornos más, entre ellos las esculturas del claustro. Sin embargo, es posible hacerse una idea de la estatuaria yendo a admirar el portal de la iglesia de San Martín de Pont-à-Mousson, en gran medida basado en el portal principal de la catedral de Toul, cuya escultura fue reconstruida después de la Revolución.
En 1824, el obispo de Nancy se convirtió en obispo de Nancy-Toul. Las vidrieras del siglo XIII del ábside del coro se depositan en 1836 en paralelo al reacondicioamiento de los absidiolos de ambos lados del coro, bajo las torres de la cabecera. En 1840, la catedral aparece en la primera lista de los monumentos históricos; el claustro no se clasificará hasta 1889. Casimir de Balthasar de Gachéo realizó, en 1863, la vidriera de San Esteban en la celosía sur del transepto. En 1870, la fachada occidental (con la vidriera del gran rosetón de principios del siglo XVI) y los aledaños quedaron dañadas por disparos de Prusia. En 1874, Émile Boeswillwald, arquitecto jefe de los monumentos históricos, emprendió la restauración de la catedral. Su hijo, Paul Boeswillwald, le sucedió. Las vidrieras del ábside del coro de la catedral se instalaron en 1874-1876.
El 19 de junio de 1940 la torre sur de la fachada occidental, el órgano y todas las cubiertas fueron destruidas por un bombardeo. Se colocó en su lugar una cubierta temporal para evacuar el agua y proteger las bóvedas. La restauración real de los desvanes altos quedó pospuesta, por lo que esa instalación temporal se mantuvo más de cuarenta años.

### La restauración

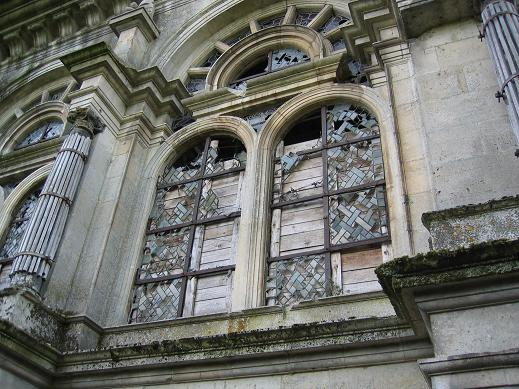
Capilla de los Obispos (a partir de 2005)

#### Después del incendio de 1940
Tras el incendio de junio de 1940, la catedral quedó desprovista de su armadura durante muchos años y estaba a merced de la intemperie. Después de la guerra, bajo la dirección de Dominique Bortoluzzi, la torre sur, la roseta y la tribuna del órgano fueron restauradas. En 1960 ya era posible pensar en el proyecto de un nuevo órgano para la catedral.
Por desgracia, la cubierta provisional colocada después de la guerra dio rápidamente signos de debilidad.

#### Restablecimiento del desván alto de la carpintería (1981-1995)
En 1978, las cubiertas de la catedral no se restauraron más e incluso debió de cerrarse el edificio como medida de seguridad. Desde que la sede de la diócesis de Nancy y Toul había sido transferida a Nancy en 1790, la catedral de Toul pertenecía a la comuna, lo que conllevaba la pesada carga de la restauración del interior del edificio.
En 1981 se reconstruyen las cubiertas recuperando la geometría anterior a 1940 (tejado de pizarra sobre una alta carpintería metálica). Esta restauración de las partes exteriores de la catedral, con la excepción de la fachada occidental, terminó en 1995.

#### Restauración de la policromía interior y del claustro (2003-2011)
A continuación, se abordó la restauración parcial de la fachada occidental, con sus dos torres (2003), de los tramos de la nave, incluyendo la policromía de la nave principal y de las claves de bóveda (2004-2005), así como de la rica policromía del coro y del transepto (2006-2008), de las cubiertas del claustro (2009-2010) cubiertas desde hacía 60 años por un techo provisional de paneles metálicos ondulados, y de la capilla de los Obispos (2015-2017?). Las naves laterales siguen a la espera de una futura restauración que será consecutiva con la restauración de las cubiertas laterales.

## El claustro gótico

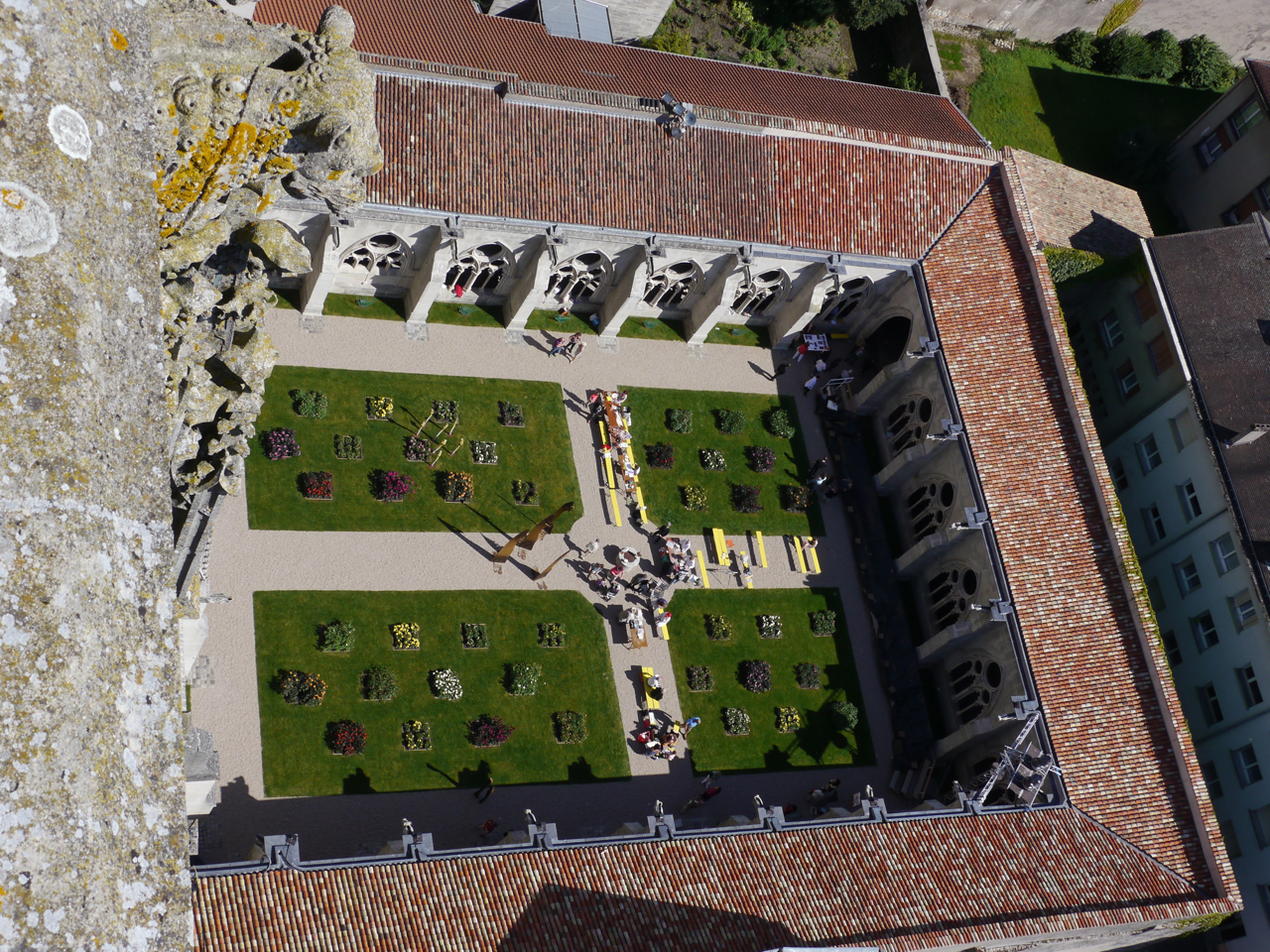
Claustro de la catedral desde la torre Sur

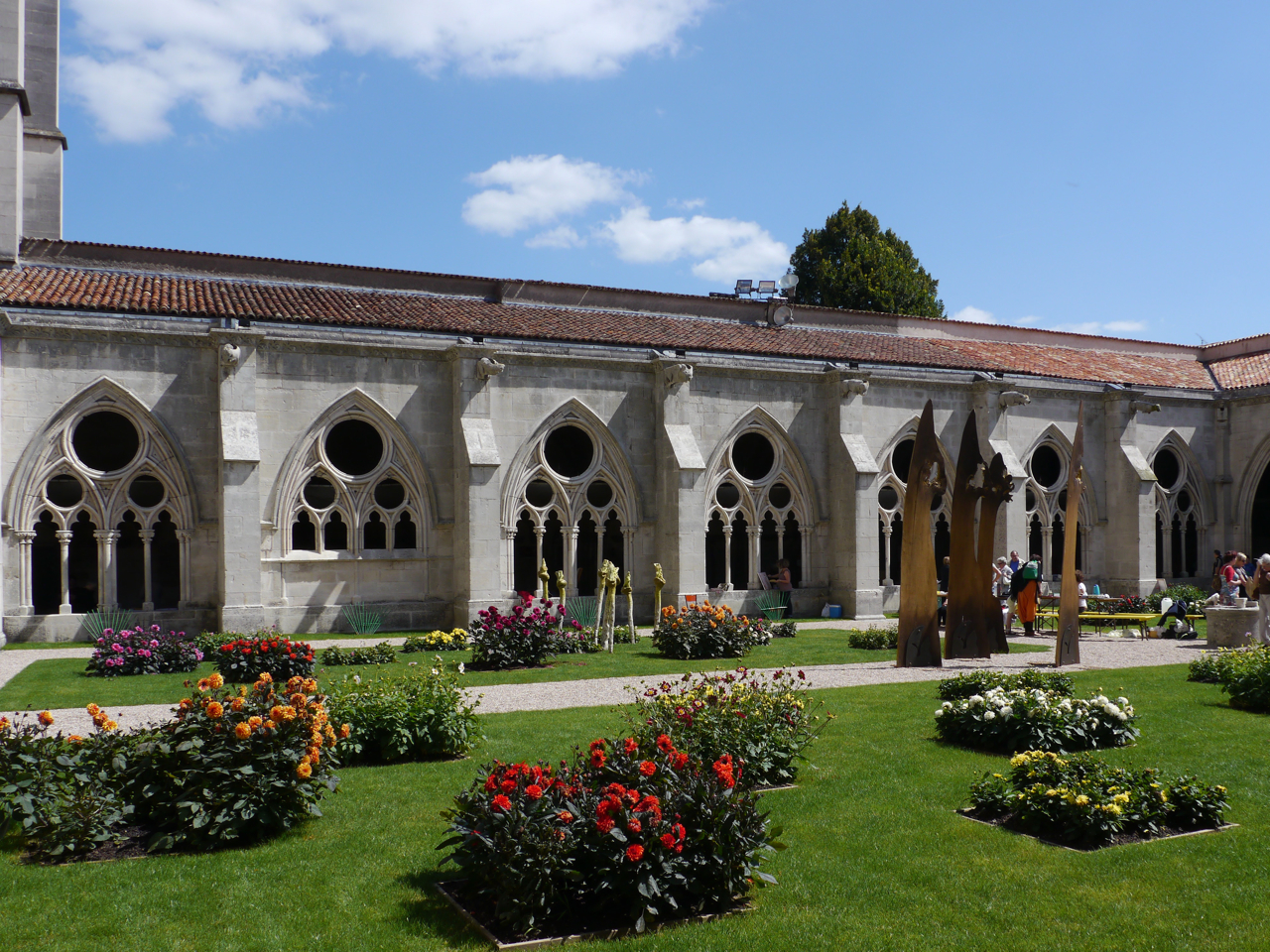
Galería Este del claustro

La construcción del claustro se inició hacia 1240, primero por la galería Este, en un estilo gótico alto, con grandes vanos abiertos y de traza muy simple. La evacuación del agua por las gárgolas se hace via canaletas, un avance tecnológico muy moderno para su época y que sería estudiado por Viollet-le-Duc.
Todo el claustro estaba ya terminado antes del final del siglo XIII. En el siglo XIV, la sala capitular se convirtió en la galería Norte del claustro, acodada a la nave de la catedral, y fue cerrada con una gran vidriera gótica radiante con vistas al jardín.
Está considerado el segundo claustro gótico mayor de Francia, con 65 m de longitud de la galería Este, que cuenta con diez tramos, desde la entrada externa hasta el portal que comunica con el interior de la catedral; con 40 m de la galería Sur, que está perforada con seis vanos; y con 52 m de la galería Oeste, con ocho tramos. Los claustros del periodo gótico solían ser más pequeños que los claustros románicos, pero éste podría ser un caso en armonía con la innovadora adaptación gótica sobre una planta de tradición románica. Este claustro fue construido en consonancia con el área eclesiástica administrada, al ser el de Toul uno de los obispados más grandes de todos los cristianos occidentales a lo largo de la Edad Media, y tener en consecuencia un gran capítulo catedralicio.

Claustro de la catedral
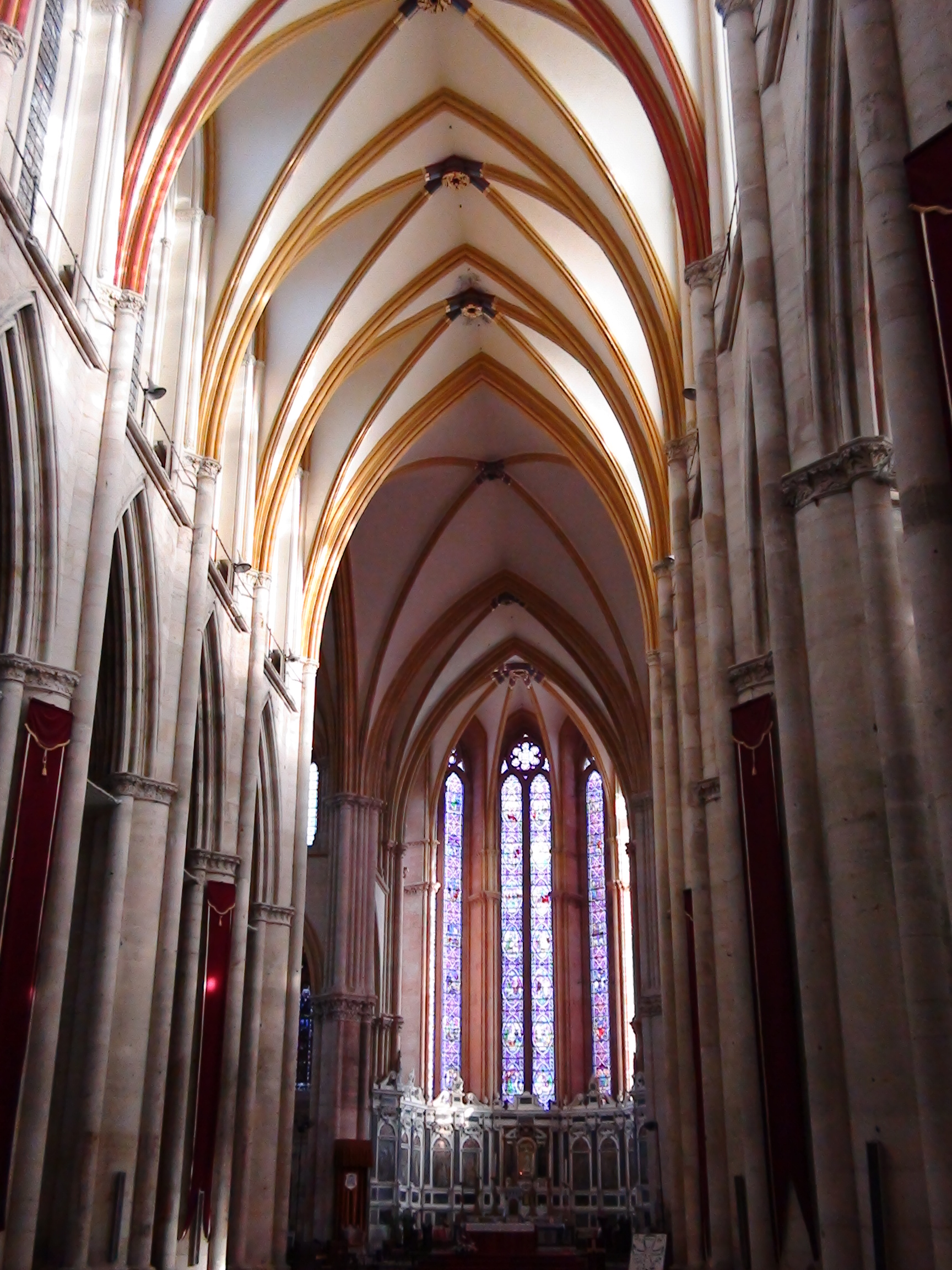
Nave de la catedral
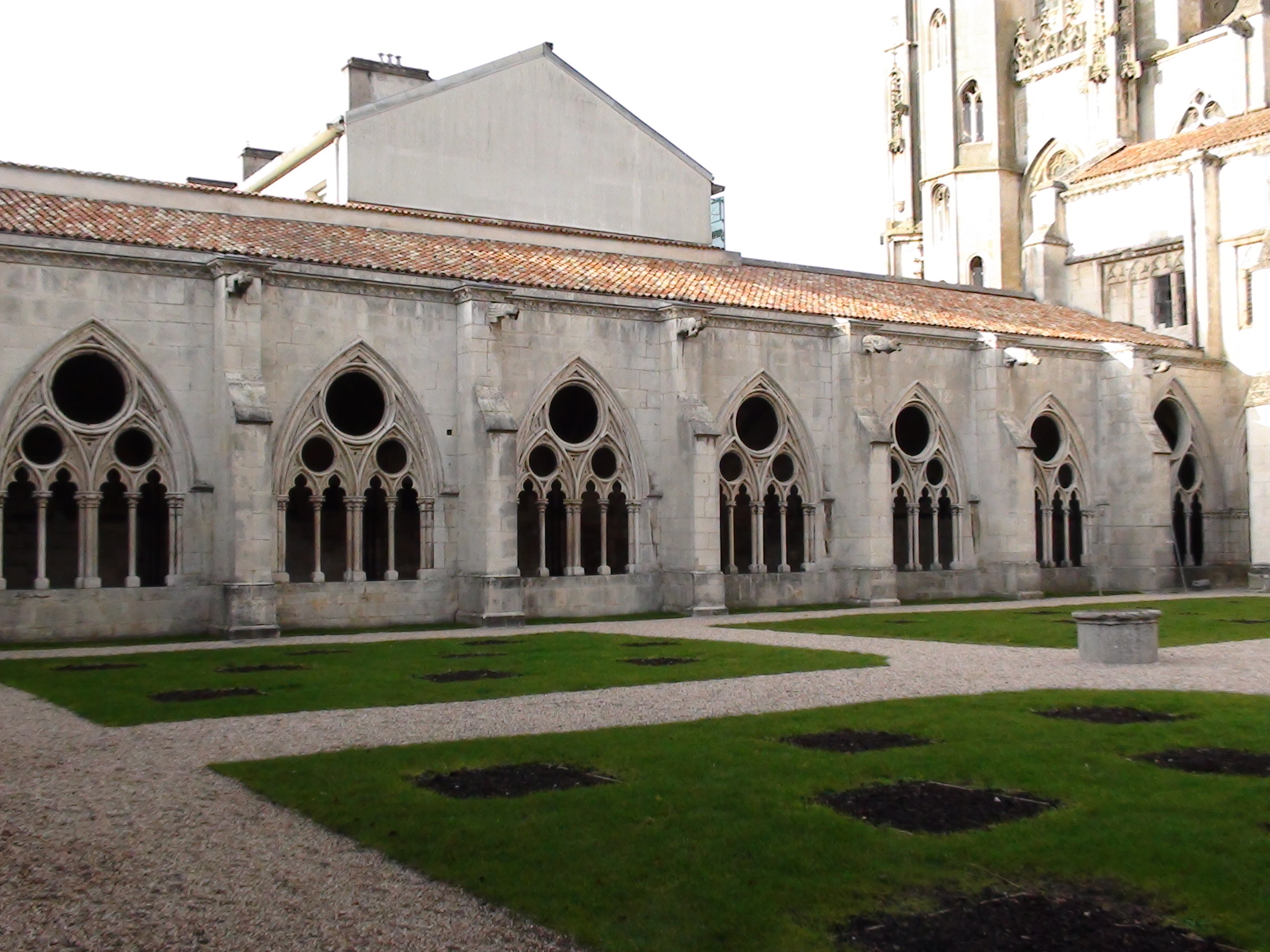
Vista del claustro
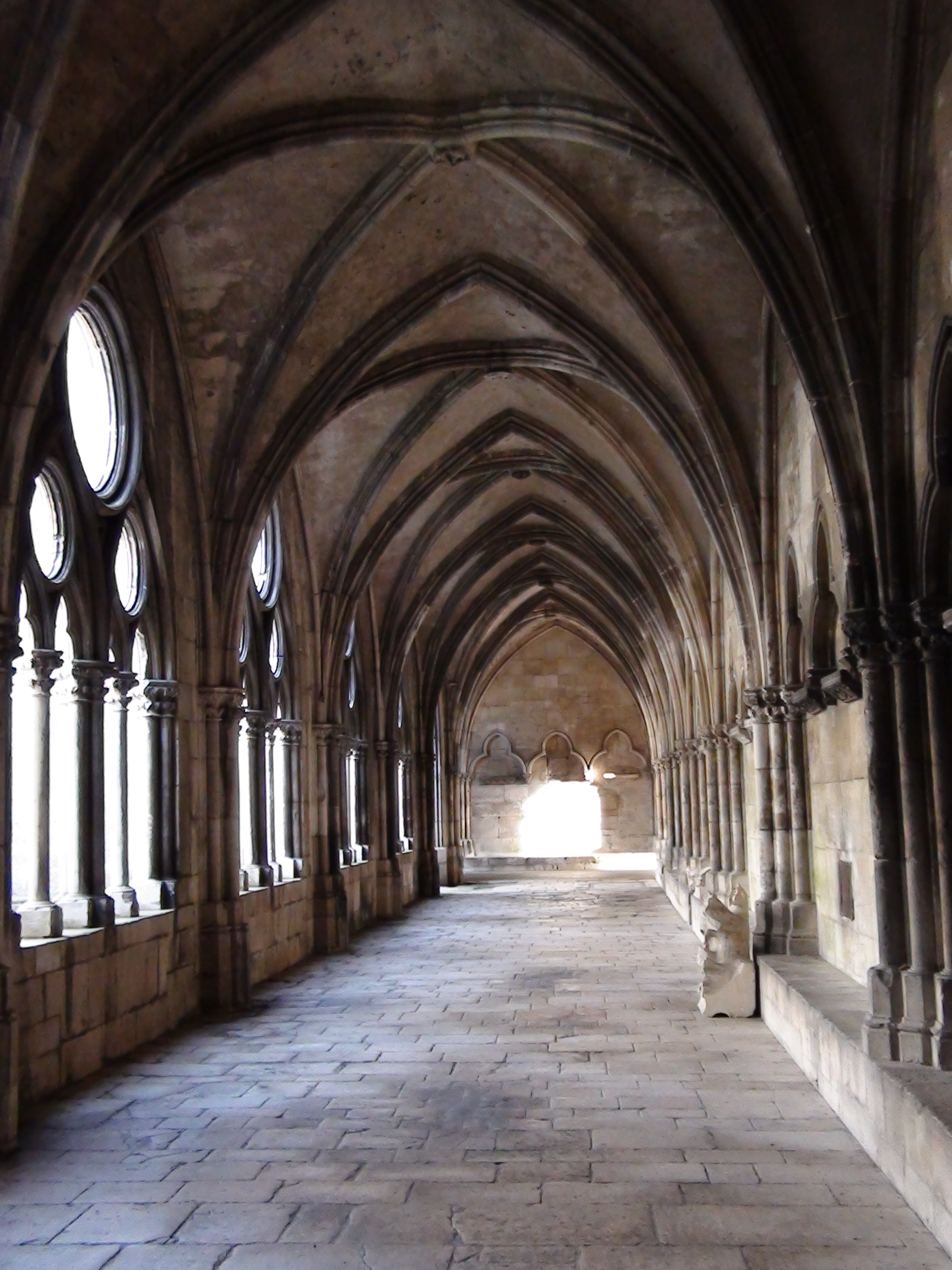
Interior del claustro

## Los órganos

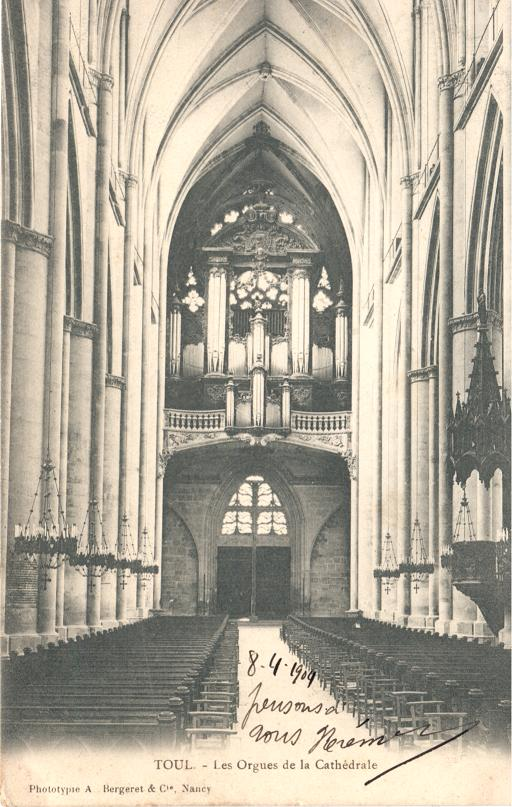
Los grandes órganos Dupont (1755)

La catedral ya disponía de un órgano, al menos, desde el siglo XIV. Pasó por varios acondicionamientos sucesivos. Desde 1740 los canónigos de la catedral se dirigieron a varios constructores con el fin de construir un gran instrumento sobre la tribuna, en sustitución del anterior, que databa del siglo XVI; fueron consultados, François Thierry, Charles Cachet y Jean-André Silbermann. Finalmente se confió el encargo en 1751 a Nicolas Dupont, que construía entonces el órgano de la iglesia de Saint-Jacques de Lunéville, y del que habían podido apreciar in situ el trabajo. La recepción de la obra fue el 14 de julio de 1755. Las esculturas del buffet fueron realizadas por Atanasio Lacourt, de Toul. El instrumento tenía cuatro consolas y cuarenta y un juegos. El primer titular fue Jean-Baptiste Nôtre (1732-1807), autor de un manuscrito Livre d'orgue. Como había dejado escrito en su presupuesto de 1751 para los canónicos, la ambición de Dupont era proporcionar a la catedral un instrumento «comparable avec le plus grand nombre des grandes orgues de France, dans lequel on trouvera les jeux pour jouer tous les couplets qui peuvent se faire selon le bon goût du tems, et pouvoir les diversifier pendant tout un office, sans être obligé de répéter deux fois les mêmes meslanges» [comparable con el mayor número de órganos importantes de Francia, en el que se encontraran juegos para jugar todos los acomplamientos que puedan hacerse según el buen gusto de la época, y poder diversificarlos durante todo un oficio, sin tener que repetir dos veces las mismas mezclas].
El instrumento de Dupont, modificado varias veces a partir de entonces, fue destruido por completo el 20 de junio de 1940 en el incendio de la catedral y luego fue reemplazado por un instrumento de estilo neoclásico debido a Curt Schwenkedel, que fue inaugurado el 23 de junio de 1963 tocado por Gaston Litaize.
| Positivo Do1 a sol5 | Gran-órgano Do1a sol5 | Recitativo expresivo Do1a sol5 | Eco Do1a sol5 | Pedal Do1a sol3 |
| Montre 8' Bordón 8' Prestant 4' Flauta 4' Nazard 2' 2/3 Doblete 2' Tercera 1' 3/5 Larigot 1' 1/3 Fourniture IV rgs Cymbale III rgs Trompeta 8' Cromorne 8' Clairon 4' | Montre 16' Montre 8' Bordón cónico 8' Flauta 8' Prestant 4' Flauta à chem. 4' Doblete 2' Cuarta 2' Flauta 1 Nazard 2' 2/3 Sesquialtera II rgs Fourniture V-VI rgs Cimbalo IV rgs Bombarda 16' Trompeta 8' Clairon 4' | Quintaton 16' Flauta à chem. 8' Dulciane 8' Voz celeste 8' Octava 4' Doblete 2' Corneta V rgs Carillón III rgs Plein-Jeu IV-V rgs Trompeta 8' Basson-Hautbois 8' Clairon 4' | Bordón en madera 8' Flauta à chem. 4' Principal 2' Flauta 2' Tercera 1' 3/5 Silbato 1' Cimbalon III rgs Ranquette 16' Voz humanz 8' Chalumeau 4' | Principal 32' Principal 16' Soubasse 16' Principal 8' Flauta à fuseau 8' Principal 4' Flauta 4' Bordón 2' Rauschpfeiffe III rgs Grosse mixture V rgs Bombarda 16' Trompeta 8' Douçaine 8' Clairon 4' Acoplamientos Pos./G. O. Réc./G. O. Tirasses Pos., G. O., Réc., Echo. Tutti. 5 combinaciones libres. |

## El Festival Bach de Toul
Desde entonces, la ciudad organiza el Festival Bach de Toul dedicado al compositor Johann Sebastian Bach. La primera edición contó con la participación de François-Henri Houbart, organista de la Madeleine en París, Suzanne Ramón, laureado del Conservatorio Nacional Superior de Música de París, Yeon-Ju Kim, del cuarteto de saxofones Versax, de Pascal Vigneron, Christine Auger y Karolos Zouganelis en las Variaciones Goldberg BWV 978.
La edición de 2011 contó con la participación de Pierre Mea, organista de la catedral de Reims, Véréne Westphal, violonchelista, Thierry Ospital, laureado del Conservatorio Nacional Superior de Música de París, Manuel Roque Cardoso, pianista, laureado de la Escuela Normal de Música de París, el Cuarteto de Clarinetes Clarias, la mezzosoprano Anne Maugard, el clavecinista Pieter-Jan Belder, el pianista Dimitri Vassilakis. El director artístico del Festival de Bach de Toul es Pascal Vigneron. Los conciertos se celebran en la catedral de San Esteban, en la colegiata de San Gengoult, en el museo de Toul y en la capilla del Hospital de St. Charles.

## Los vitrales

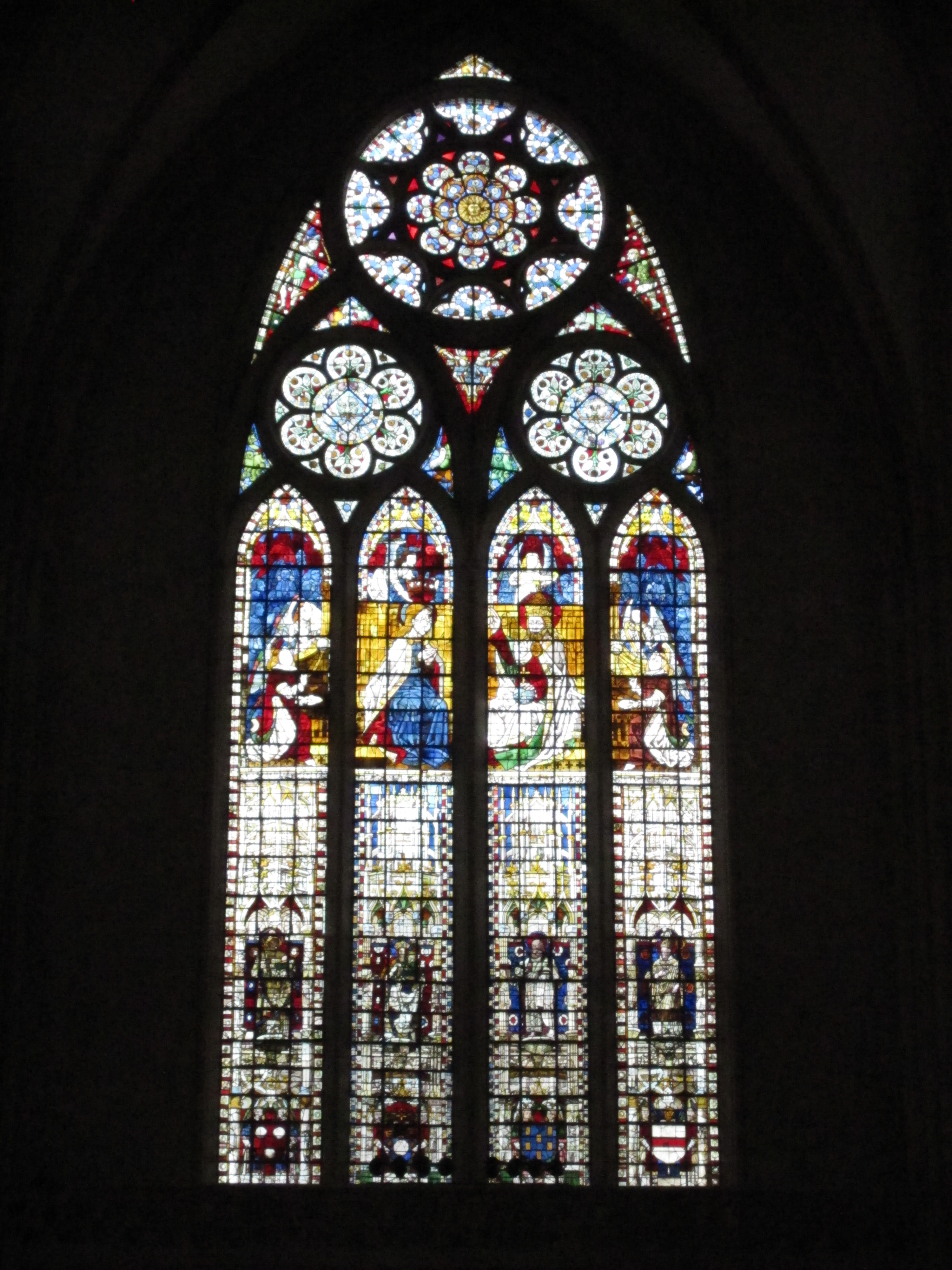
Vitral del transepto Norte fechado en 1503

La catedral conserva vitrales desde la época de su construcción (siglo XIII) hasta las creaciones del siglo XIX, siendo una buena muestra de la rica de la tradición del vidrio y de vidrieras de Lorena.
El coro estaba decorado con vidrieras que fueron encargadas por el obispo Roger de Mercy en 1235; estos vitrales representaban escenas bíblicas o de la vida de santos y fueron trasladados a los absidiolos contiguos al coro en el siglo XIX como resultado del diseño de la nueva vidrieras de Casimir de Balthazar de Gachéo. Este último compuso las hermosas vidrieras que visten las tres ventanas de dobles lancetas de 26 metros de alto que iluminan el coro: en un estilo historicista, el artista presentó 14 escenas de la vida de Cristo en la vidriera central; escenas del Antiguo Testamento, en la de la izquierda; y episodios clave en la vida de la Iglesia, en la de la derecha.
La principal obra de Balthazar de Gachéo es el grandioso vitral del transepto Sur instalado en 1863. Esta vasta vidriera viste la mayor apertura gótica de una única pieza de Francia (con 28 m de altura y 216 m²). El registro superior evoca la invención de las reliquias de san Esteban y la parte inferior representa cuatro de los más famosos obispos de Toul —el primero, san Mansuy; san Epvre; san Gérard y san León IX obispo y después papa—, y las escenas de vida asociadas a ellos.
El vitral del transepto Norte data del siglo XV y representa una hermosa coronación de la Virgen, temática interesante ya que recuerda en particular la doble consagración de la catedral de Toul a Notre Dame, además de a san Esteban. Este vitral de 1503 está firmado I. V., supuestamente por Jean le Verrier, y como el del transepto sur tiene proporciones notables.
Las ventanas altas de la nave presentan grisallas con cenefas azuladas del siglo XV.

## Los yacentes
Además de los yacentes de Mansuy de Toul, de Gérard y de otro obispo, hay una gran cantidad de yacentes que se encuentran en el suelo de la catedral, cuarenta y tres de ellos están clasificados. También se encuentran en el claustro.

Yacentes del la catedral
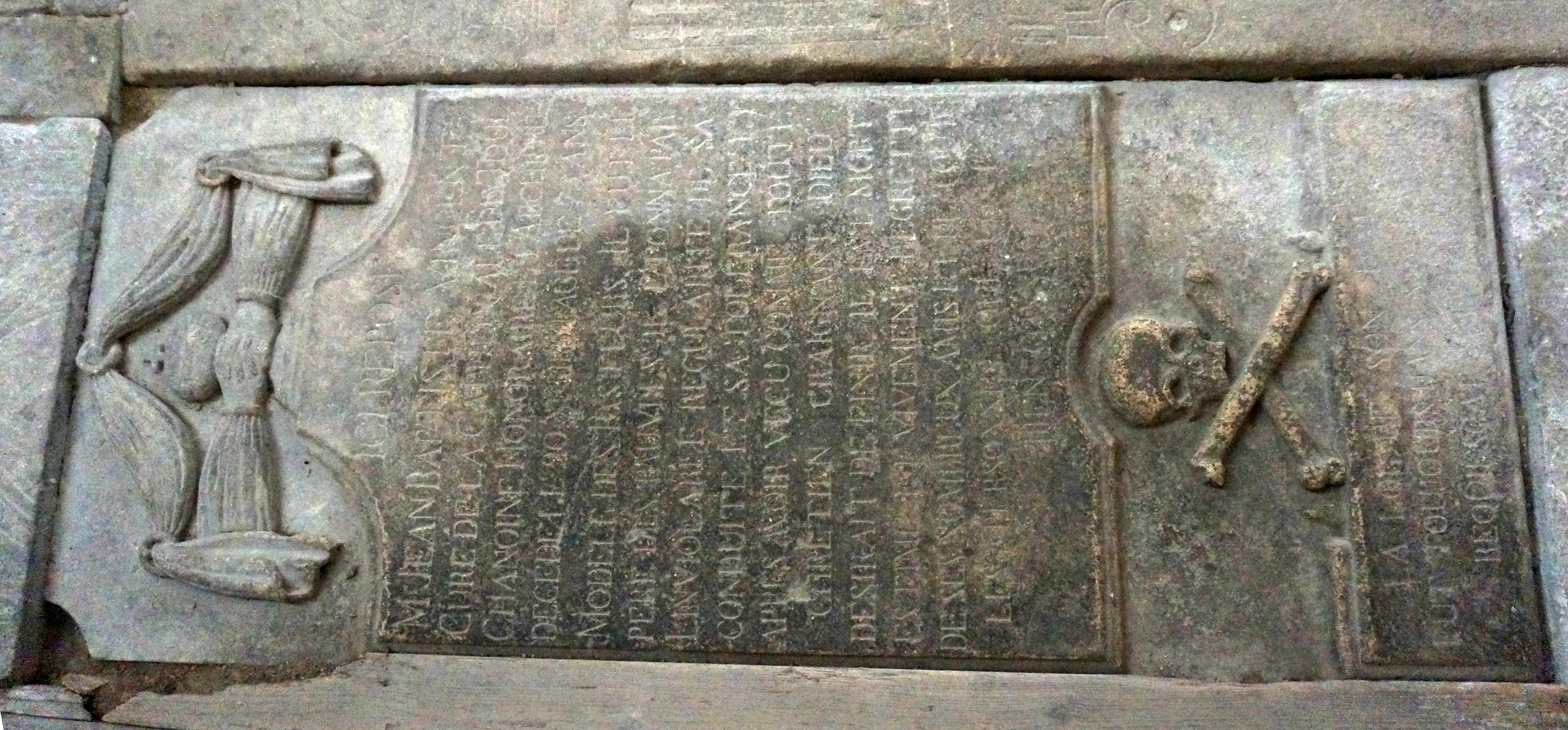
Yacente en la catedral,
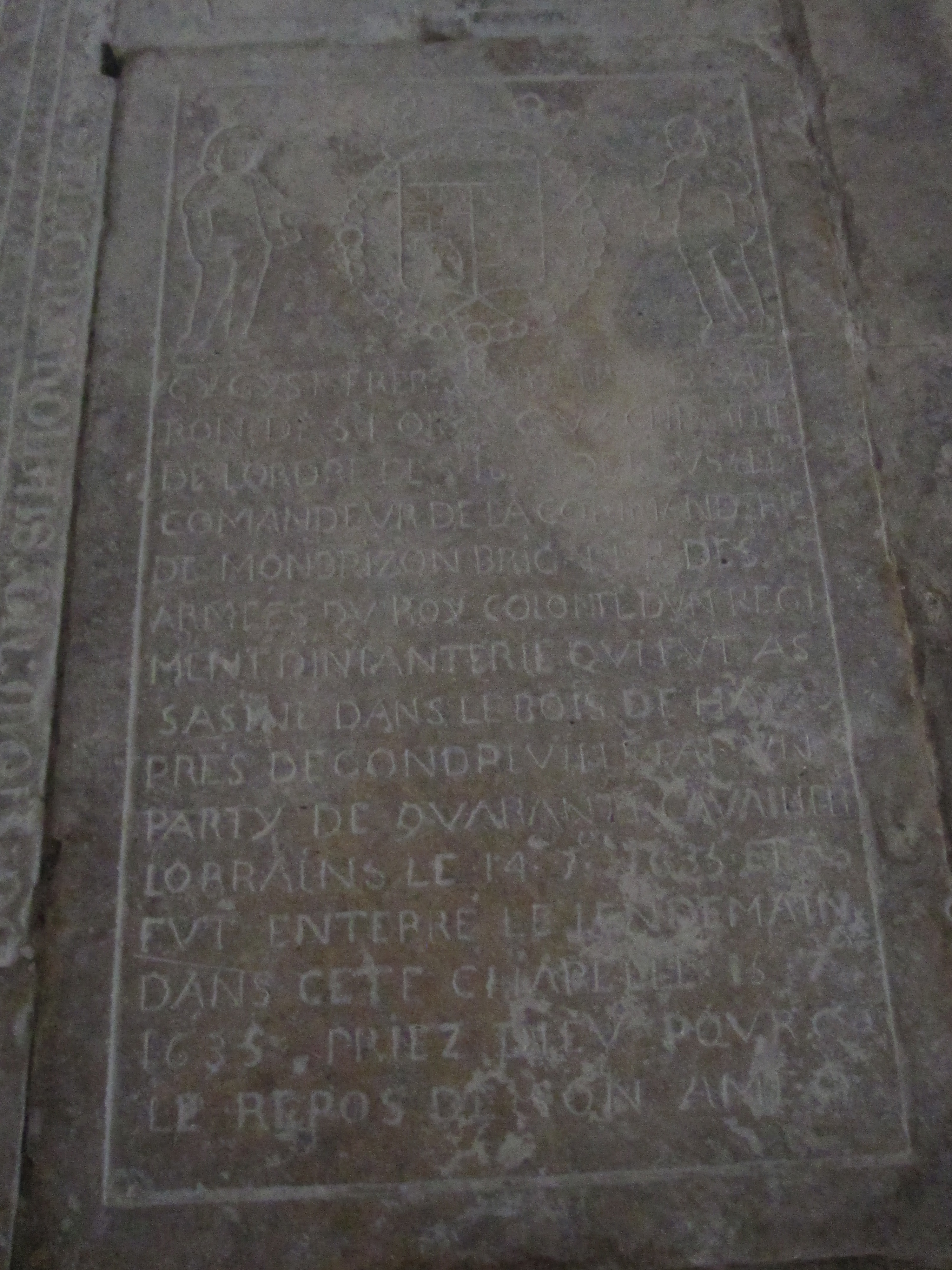
un caballero de san Juan,
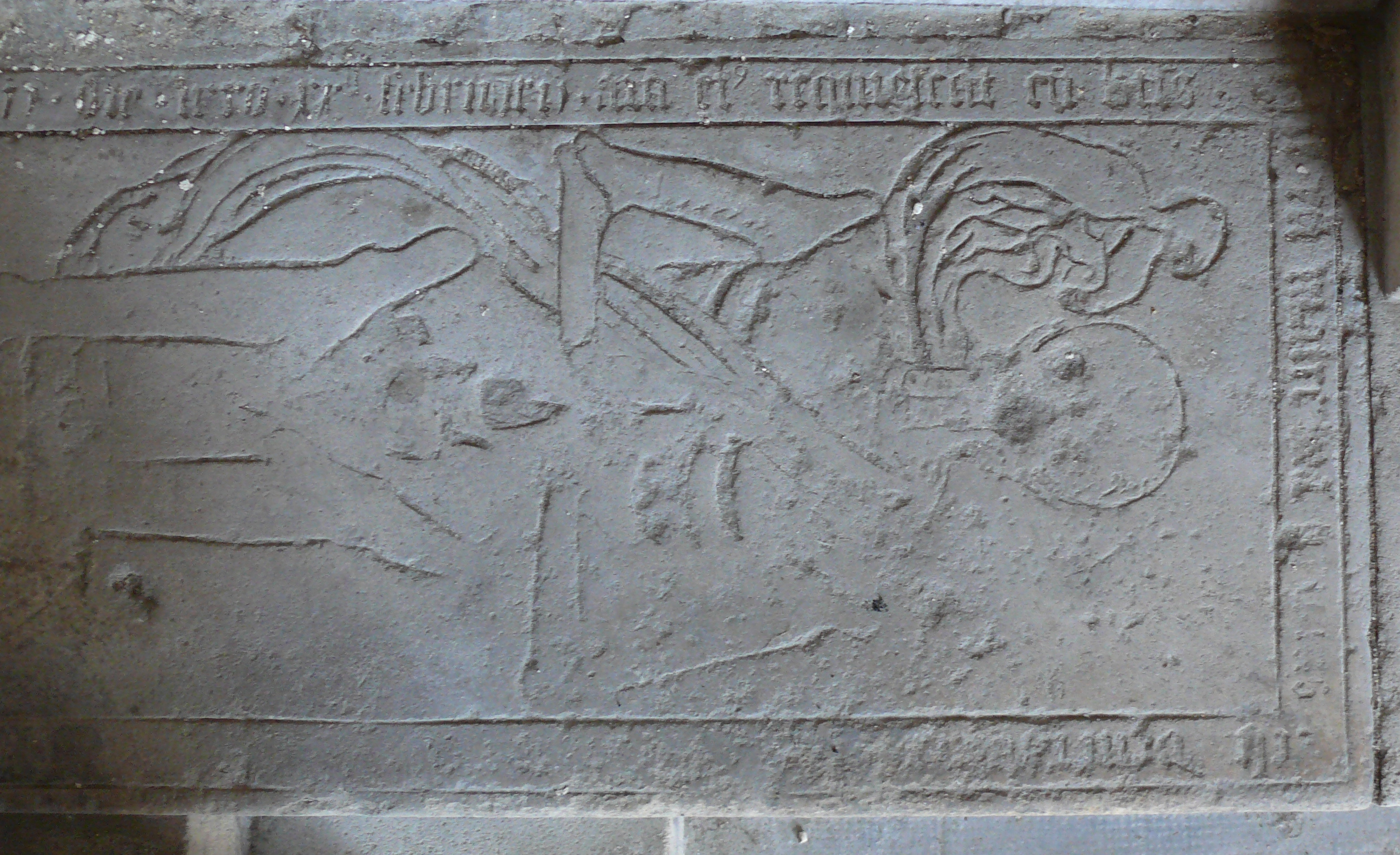
otro en el claustro,
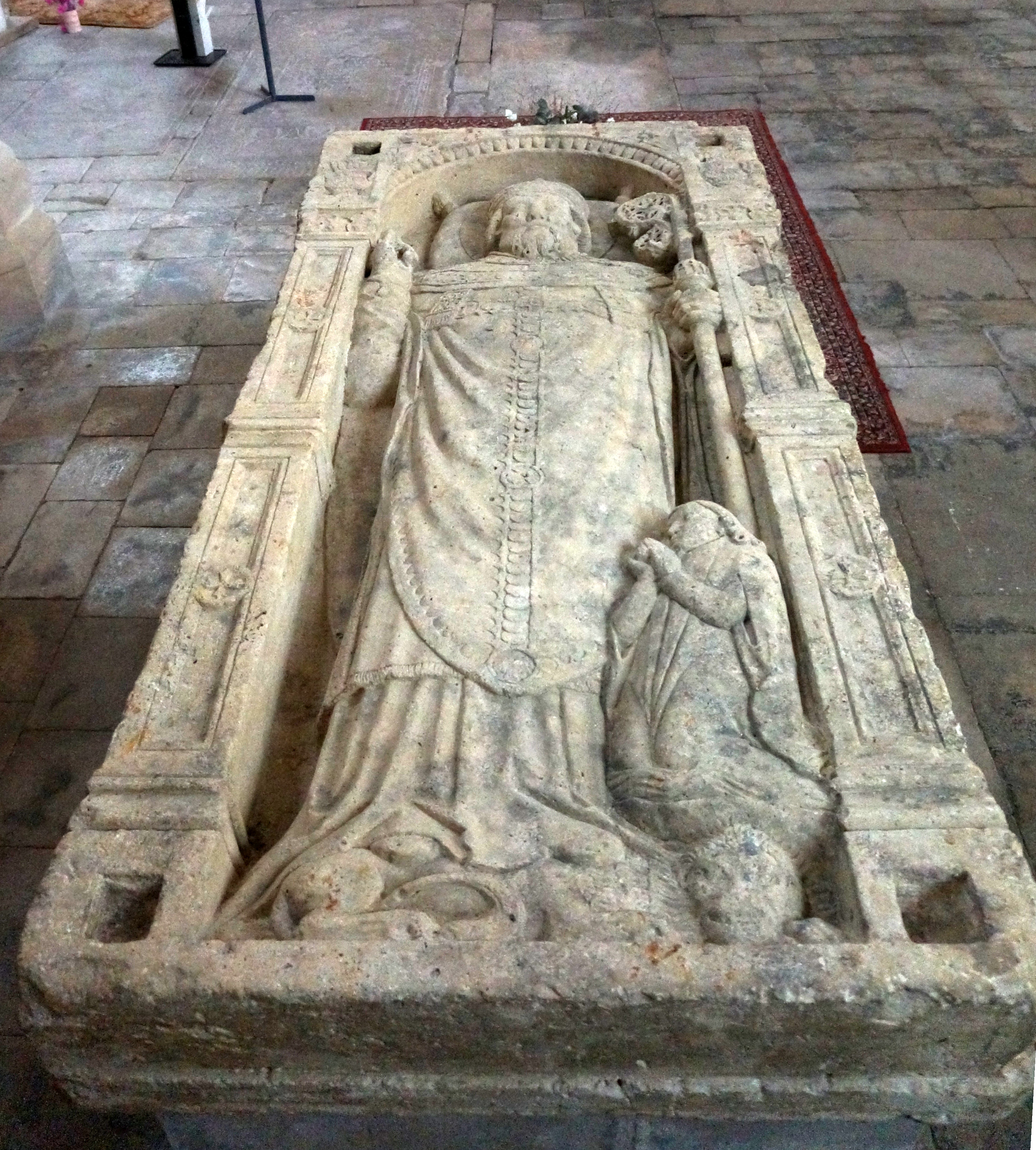
y el obispo Mansuy.

## Las campanas

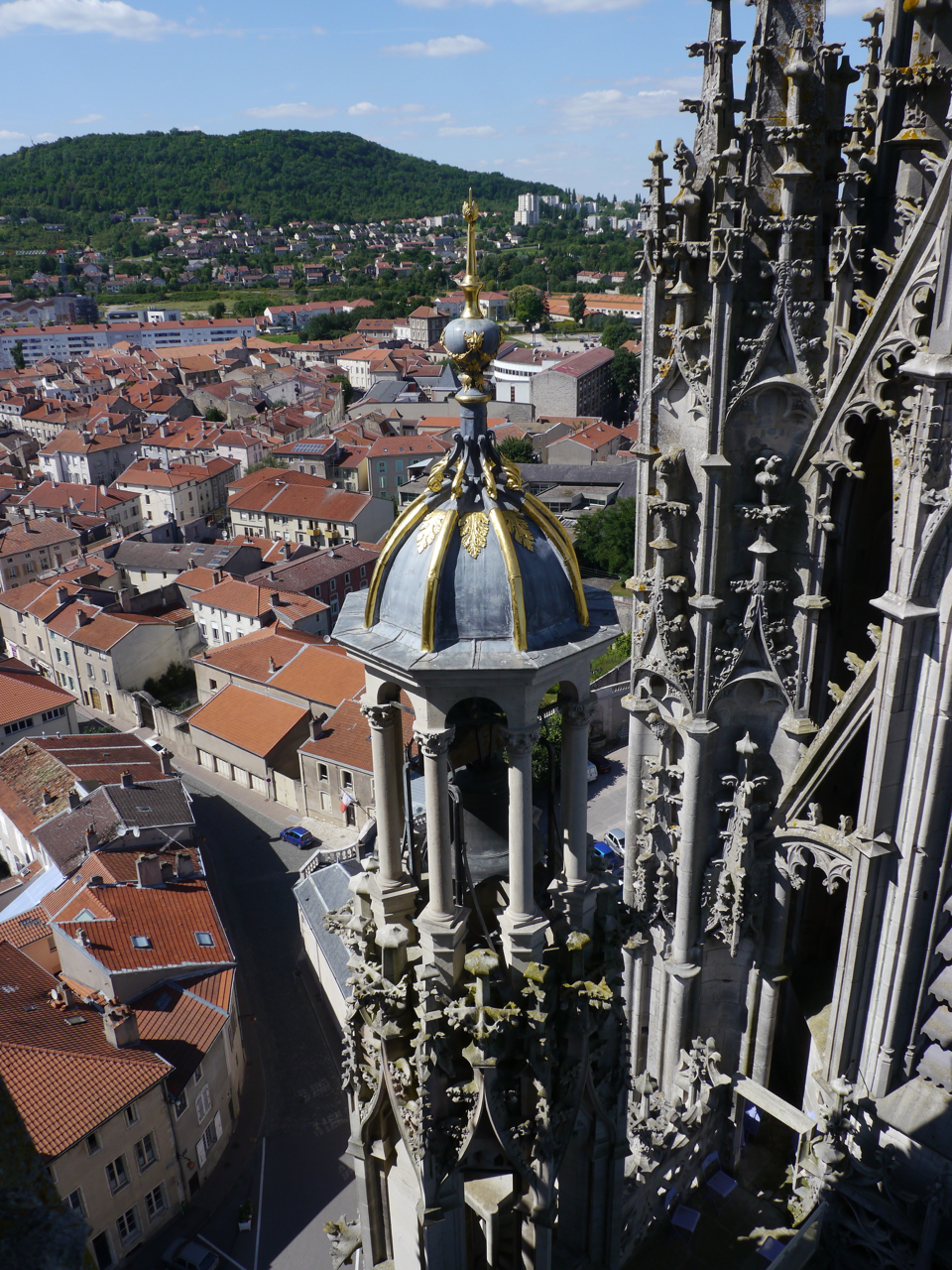
Campanario renacentista de la fachada y su campana de 1536

Si los archivos indican que las primeras campanas sonaron en 1497, probablemente en la torre Suroeste, no se saben las fechas de las fuentes o el número exacto, pero probablemente fueron cuatro.
En 1534 se realizaron tres grandes campanas para el campanile (de 14000, 10000 y 6000 libras). La segunda fue rediseñada en 1634 por Nicolas Lépine. Tres campanas fueron refundidas en 1767 por Ignace-Antoine Henriot para obtener las notas fa, sol, la y si.
Otra campana también se colocó en 1536 en el carillón de la torre del campanario de la fachada renacentista. Su función no era religiosa, fue preservada y todavía da las horas desde su instalación durante el Renacimiento. El beffroi de la torre noroeste no ha sido modificado desde su construcción siendo, pues, uno de los más antiguos de Francia.
En el momento de la Revolución Francesa, la catedral poseía ocho campanas que daban la octava completa, las cuatro mayores en la torre [de] Saint-Gérard (gran campanario) y las otras en la torre [de] San Esteban. Destinadas a puntuar la vida de los sacerdotes, casi todas fueron enviadas a fundir a Metz y fueron fundidas durante la Revolución Francesa. Solamente se conservó una campana por beffroi, que fueron refundidas en 1820 para hacer cuatro nuevas campanas, todas ellas perdidas durante el incendio de la torre Suroeste en junio de 1940.
En 1961 fueron fundidas cinco nuevas campanas en la fundición Causard de Colmar:
- Marie-au-pied-d'Argent, de 457 kg, que tañe un la;
- Jeanne-d'Arc, de 647 kg, que tañe un sol;
- Mansuy, de 955 kg, que tañe fa;
- Étienne, de 1527 kg, que tañe e;
- Léon, el bordón nombrado por el papa León IX, de 1,93 m de diámetro y 4884 kg, que tañe el la del diapasón.